# 沃尔科特 (艾奥瓦州)
沃爾科特（英語：Walcott）是一個位於美國愛荷華州斯科特縣和馬斯卡廷縣的城市。

## 地理
沃爾科特的座標為41°35′25″N 90°46′23″W / 41.59028°N 90.77306°W，而該地的平均海拔高度為223米（即732英尺）。

## 人口
根據2010年美國人口普查的數據，沃爾科特的面積為9.04平方千米，當中陸地面積為8.99平方千米，而水域面積為0.05平方千米。當地共有人口1629人，而人口密度為每平方千米180人。